# Brückler Bergland

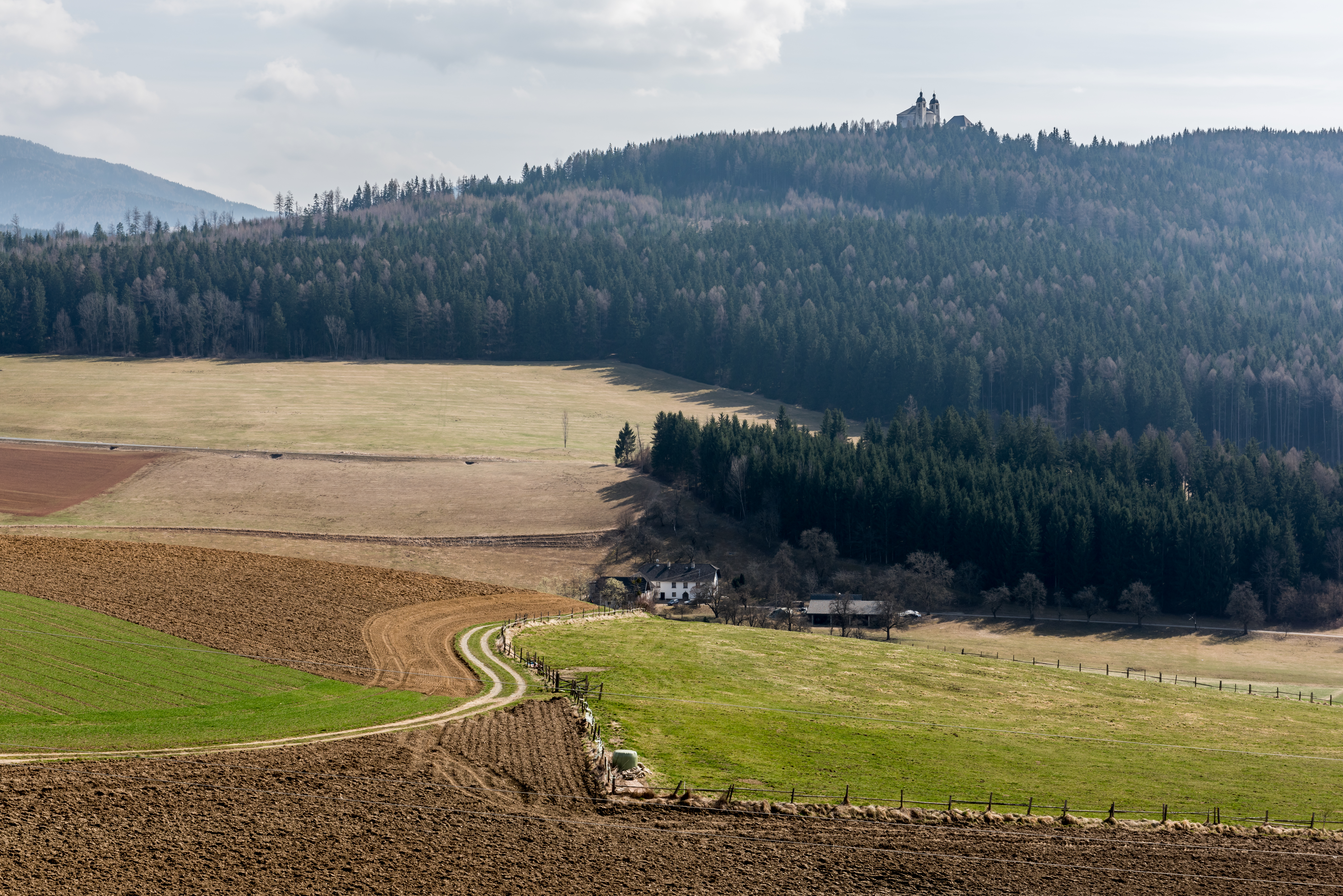
Wallfahrtskirche Maria Hilf ob Guttaring

Das Brückler Bergland ist eine Landschaft in Kärnten im Bezirk St. Veit an der Glan. Begrenzt wird es im Norden vom Guttaringer Bergland und im Osten vom Görtschitztal. Im Süden wird es durch die Gurk von der Magdalensberggruppe getrennt, im Südwesten grenzt es an die Launsdorfer Senke und im Westen an das Krappfeld.
Nach Osten hin fällt das Brückler Bergland steil um etwa 300 Höhenmeter zur Görtschitz hin ab. Die höchsten Erhebungen im Brückler Bergland sind der Gallekogel (1005 m) und der Gutschenkogel (999 m) südwestlich von Eberstein. Weitere benannte Erhebungen an dem Höhenzug oberhalb des Görtschitztals sind von Norden nach Süden der Zedlkogel (910 m), der Fuchsofen (872 m) und der Granikogel (892 m). Nach Südwesten hin schneiden Boden, Waldtal und Elsgraben ins Bergland ein, umgeben von Hügeln wie Friesen (754 m), Windischberg (725 m), Wappenberg (753 m), Pleschitz (943 m), Zoppelgupf (857 m) und Watscherkogel (831 m).
Aufgrund von Land- und Höhenflucht sind viele der ehemaligen Höfe im Brückler Bergland aufgegeben worden; weite Teile des Gebiets sind heute bewaldet. Markante Bauwerke in der Region sind die Wallfahrtskirche Maria Hilf ob Guttaring und Burg Mannsberg.
Anteil am Brückler Bergland haben die Gemeinden Brückl, St. Georgen am Längsee, Kappel am Krappfeld, Guttaring, Klein St. Paul und Eberstein.

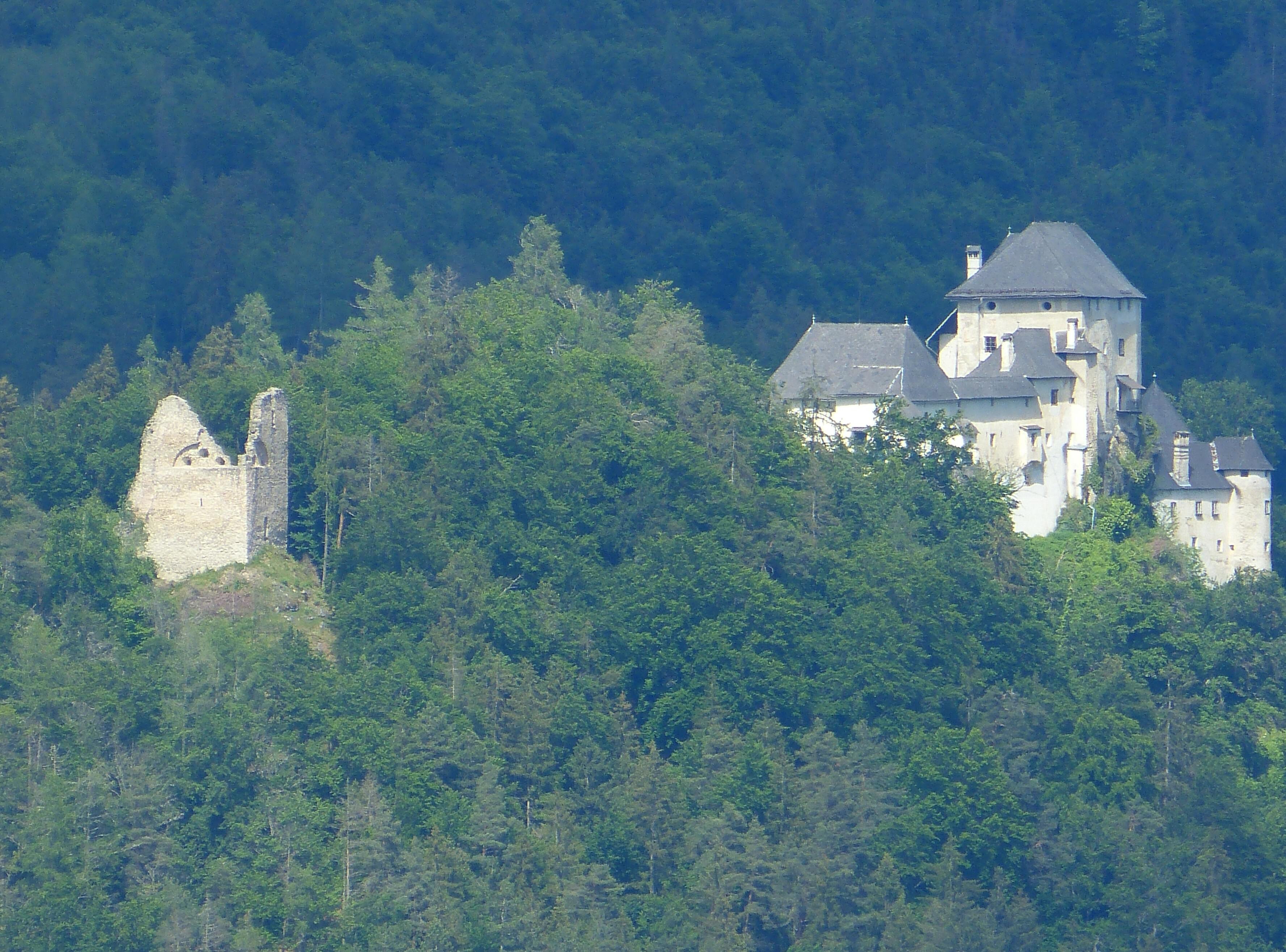
Mannsberg
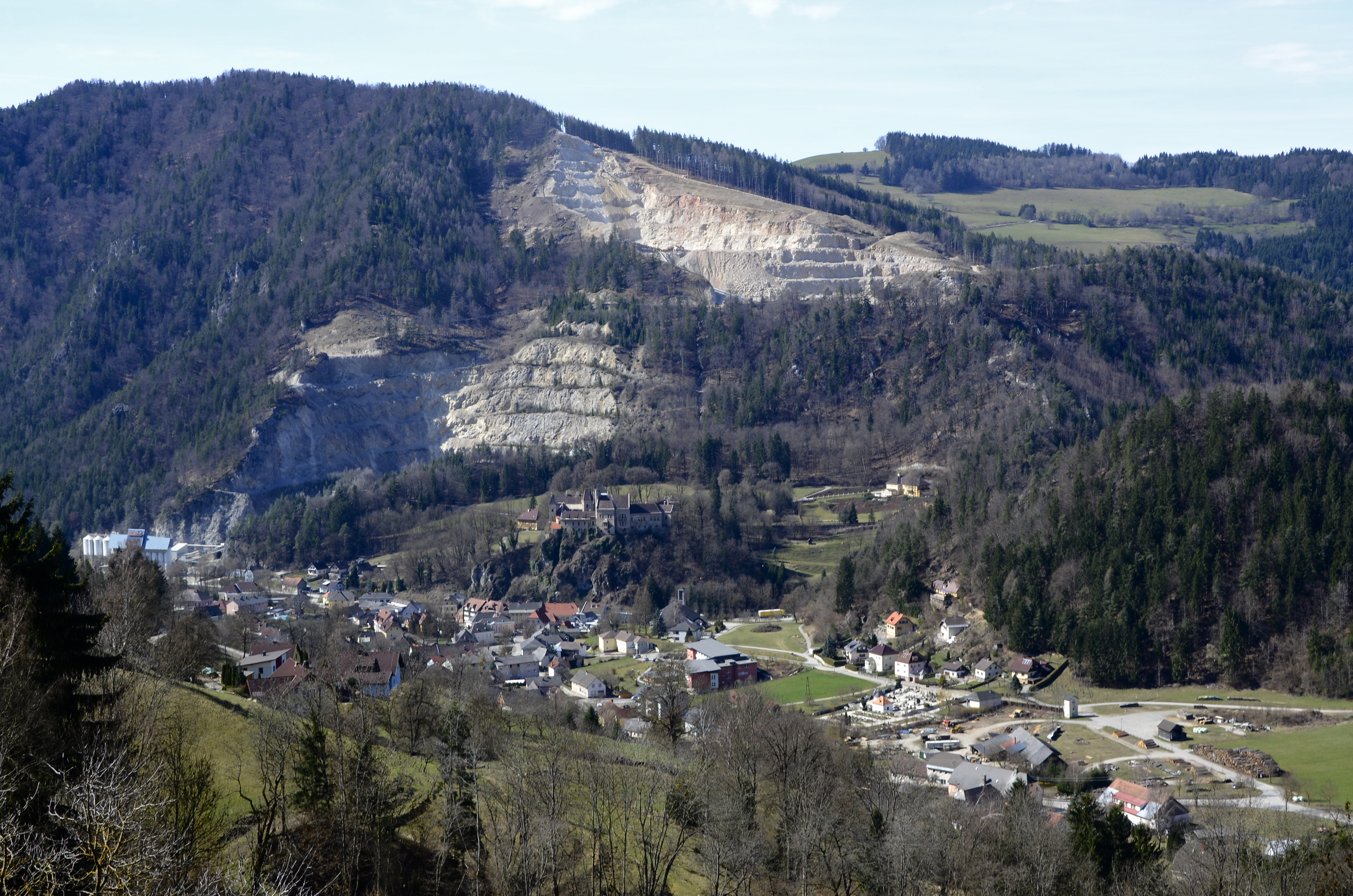
Dolomitsteinbruch am Ostrand des Brückler Berglands bei Eberstein
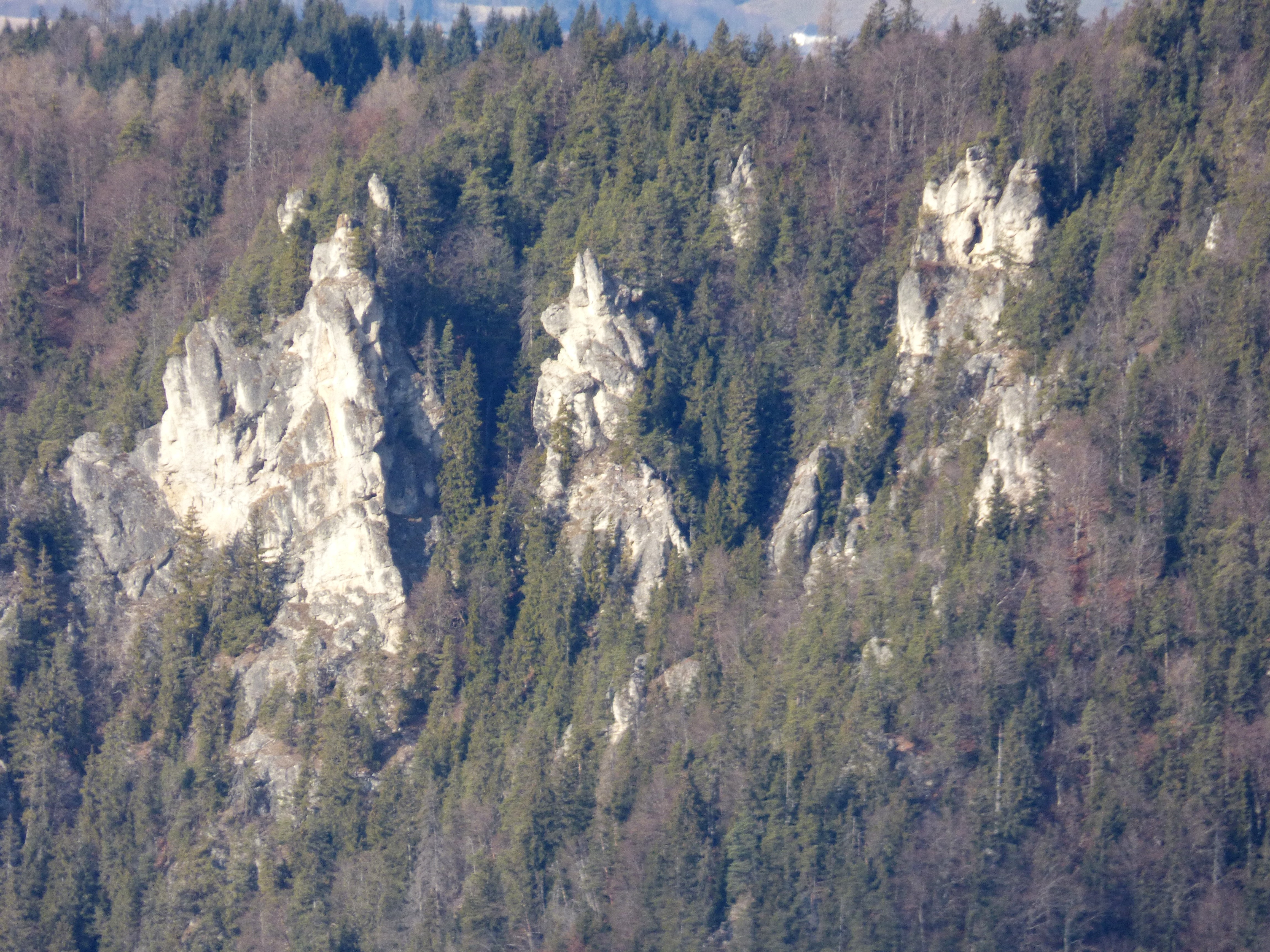
Drei-Brüder-Felsen bei Eberstein
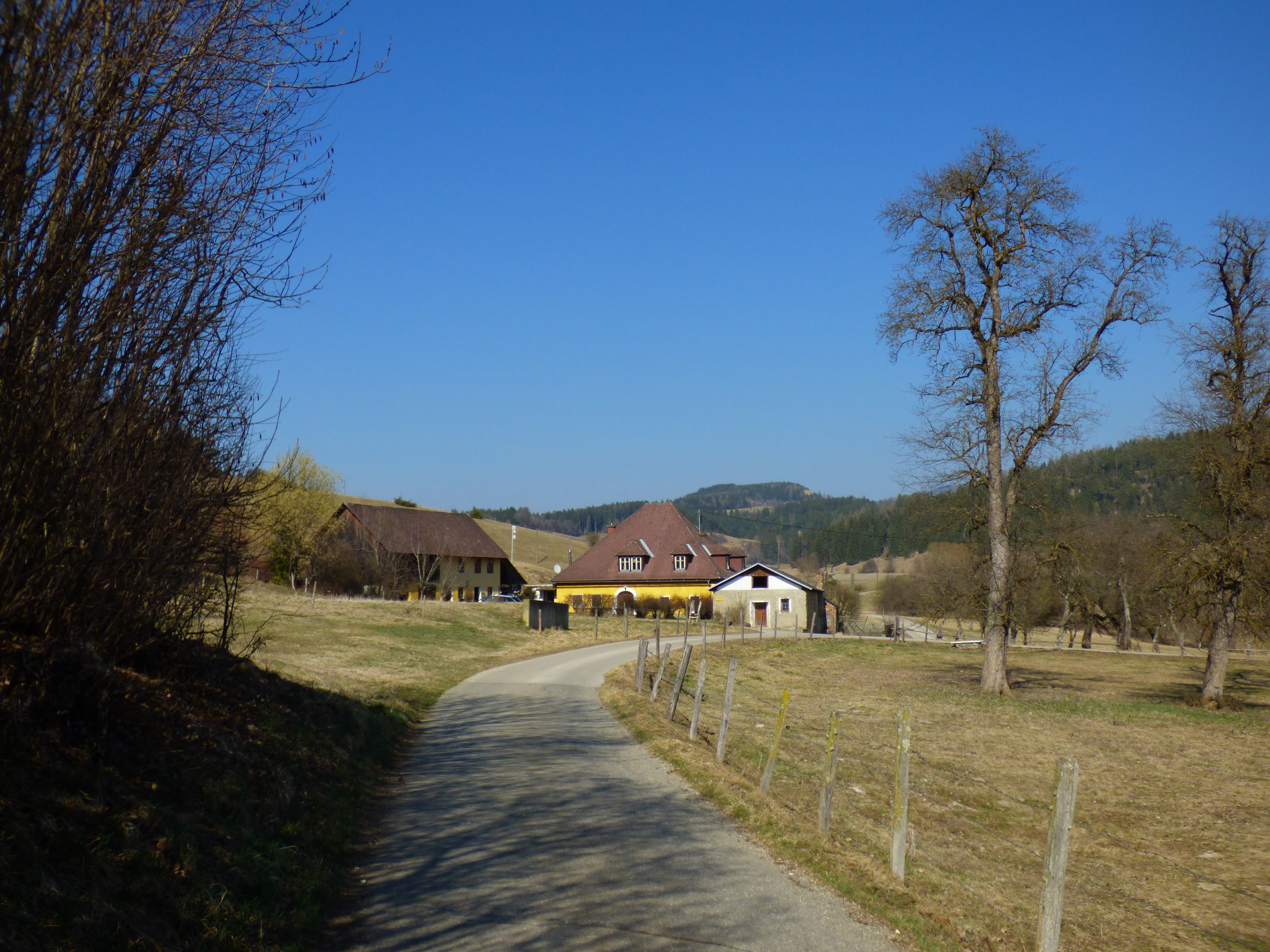
Boden